# Эйтнер, Эрнст
Вильгельм Генрих Эрнст Эйтнер (нем. Wilhelm Heinrich Ernst Eitner; 30 августа 1867, Гамбург — 28 августа 1955, Гамбург) — немецкий художник-импрессионист и педагог.

## Жизнь и творчество
Отец будущего художника, столяр по профессии, был родом из Силезии, мать — из Мекленбурга. Образование получил в Гамбурге, сперва в области литографии в 1881 году, а затем в гамбургской Высшей школе изящных искусств. В 1887 году получает стипендию города Гамбурга для дальнейшей учёбы в Государственной академии художеств в Карлсруэ, под руководством профессора Густава Шёнлебера. Вместе с профессором он и ещё пятеро студентов совершают трёхмесячную учебную поездку в Италию, на лигурийское побережье. Группа занимается также музыкальными упражнениями. В 1888 году они совершают подобную поездку по Норвегии.
После возвращения из Норвегии с 1890 года Эйтнер некоторое время живёт и работает в колонии художников Готмунд (Künstlerkolonie Gothmund). Для выставок и продаж в Союзе художников Гамбурга колония приобретает несколько акварелей Эйтнера в 1891, 1893 и 1894 годах. В том же году художник награждается на Третьей международной выставке акварели, пастели и графики в Дрездене золотой медалью. Летом 1894 года Эйтнер, совместно с группой молодых художников (Пауль Шрётер, Артур Иллис, Томас Хербст), занимается живописью на плэнере в районе Гамбурга. Они пользуются поддержкой известного мецената и директора музея Гамбургский Кунстхалле Альфреда Лихтварка.
Начиная с 1894 года Эрнст Эйтнер в течение пятнадцати лет преподаёт живопись в женской художественной школе у Валески Рёвер и затем у Герды Коппель (бывшей его ученицы). В том же году он вступает в Художественный союз Шлезвиг-Гольштейна. В 1895 году художник женится на Антонии Бисслинг, в этом браке у них родились трое детей.

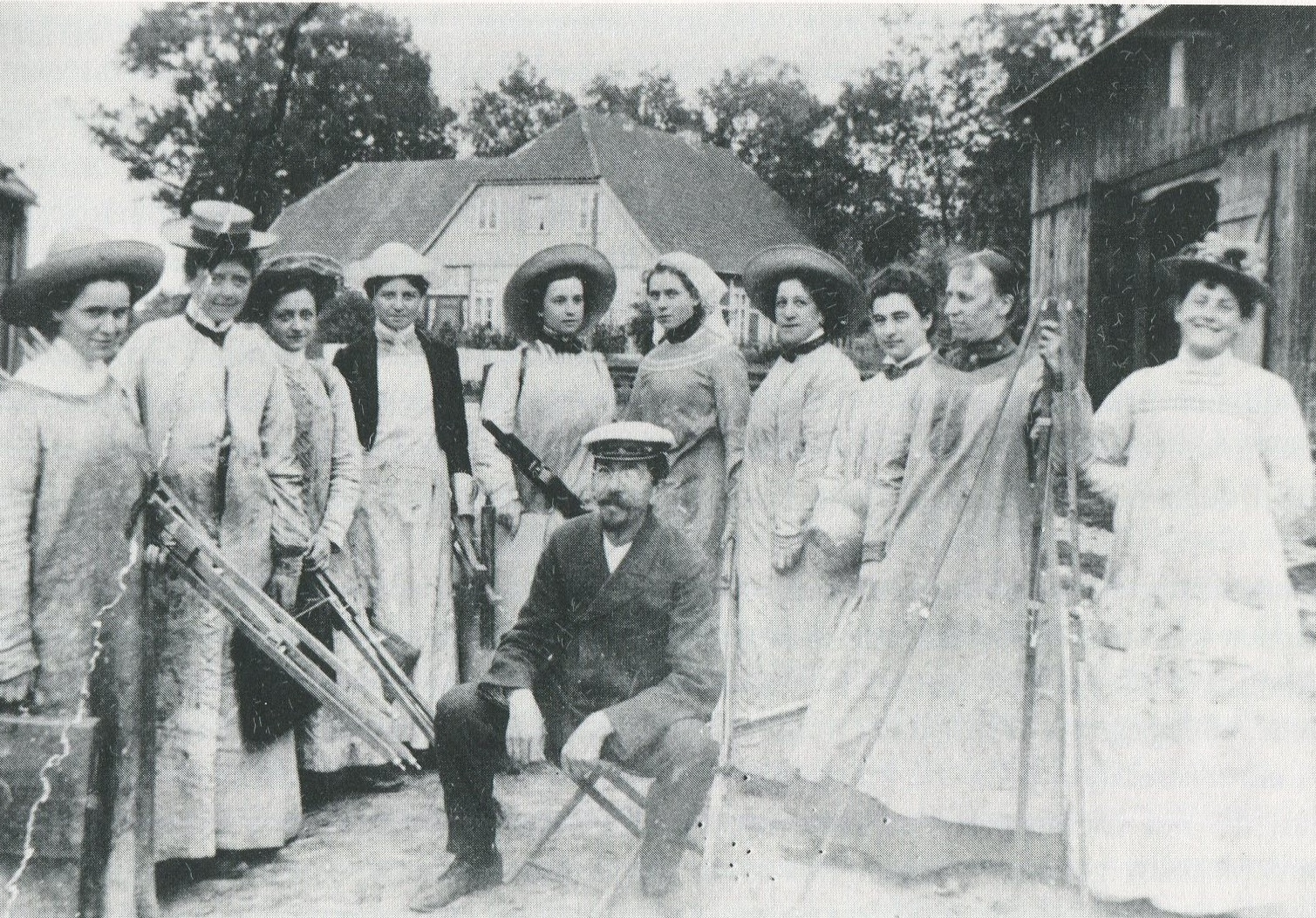
Эрнст Эйтнер и его ученицы из художественной школы Рёвер во время поездки в Гольштейн (1897)

В 1896 году Эйтнер выигрывает конкурс на афишу к открытию «Большой выставки плаката» в Гамбурге. В 1897 году он, вместе с Артуром Зибелистом, Фридрихом Шапером и некоторыми другими молодыми живописцами основывает Гамбургский клуб художеств (Hamburgischer Künstlerklub), при содействии директора гамбургского Кунстхалле Альфреда Лихтварка, поклонника импрессионизма в искусстве. В 1900 году Эйтнер приезжает в Париж. В 1903 году он с женой и сыном Георгом переезжают в построенный по эскизам художника собственный дом в Гамбурге. В 1904—1905 годах он преподаёт графику в одной из художественных школ Киля. В 1911 году Эйтнер путешествует по Швейцарии. Имел многочисленных учеников. Занимался также иллюстрированием художественной литературы (в том числе сказок Г.-Х. Андерсена).
Участник и лауреат многочисленных национальных и международных художественных выставок (Берлин 1895, 1896, 1897, 1908, 1910, 1911, 1915, Дрезден 1892, 1897, Мюнхен 1892, 1896, 1910 Париж 1894, Гамбург 1895, 1907, 1908, 1910, 1919, 1920, Рим 1912, биеннале в Венеции 1914 и др.)
В 1912 году Эйтнер знакомится в Киле с врачом, художником и коллекционером Паулем Вассили, ставшим его близким другом. Вассили приобрёл 17 полотен Эйтнера. В 1917 году гамбургский Сенат присваивает Э.Эйтнеру профессорское звание. В том же году художник отправляется в путешествие по Италии, Южной Германии, посещает остров Зильт. Начиная с 1930 года в Гамбурге выходят сборники его графических работ (восемь изданий). С 1942 года получает от гамбургского Сената почётную пенсию. В 1945 году скончалась жена художника. Начиная с 1949 года он до самой смерти живёт с семьёй своей дочери Марии.
После первоначального неприятия его импрессионистской манеры живописи в современном ему, ещё молодому художнику, немецком обществе (как «возмутительное») — позднее Эйтнер у художественной критики заслужил титул «северный Клод Моне». Картины его хранятся прежде всего в Гамбургском Кунстхалле. Был членом многочисленных художественных союзов, в том числе Германского союза художников (Deutscher Künstlerbund).
В 1965 году одна из улиц Гамбурга получила название Eitnerweg (Путь Эйтнера). В Гамбурге имеется музей Эйтнера — «Эйтнер-хаус».

## Избранные работы
- Сёстры среди листвы (Schwestern in der Laube), ок. 1897
- Тропинка в поле (Feldweg), ок. 1897
- В хлеву (Im Stall), ок. 1900
- Весна (Frühling) 1901
- Автопортрет, ок. 1905
- Вечер жизни (Lebensabend) 1906
- Ледоход на Эльбе (Eisgang auf der Elbe), ок. 1910
- Ветряная мельница на Эльбе у Брокдорфа (Windmühle an der Elbe bei Brokdorf) 1910
- Дюны на Зильте (Dünenlandschaft auf Sylt), 1913